# Kepler-174d
Kepler-174d är en exoplanet som är belägen i Lyran. Den kretsar runt en K-typstjärna, och radien är 0,195 av Jupiters radie. Planetens massa är okänd. Den befinner sig i den beboeliga zonen av sin stjärna.